# Ailili
Ailili ist ein osttimoresischer Suco im Verwaltungsamt Manatuto (Gemeinde Manatuto).

## Geographie
Vor der Gebietsreform 2015 hatte Ailili eine Fläche von 27,99 km². Nun sind es 26,37 km². Der Suco liegt im Nordwesten des Verwaltungsamts Manatuto. Westlich befindet sich der Suco Iliheu, nördlich der Suco Sau, östlich der Suco Aiteas und südlich der Suco Cribas. Außerdem grenzt Ailili im Südwesten an das Verwaltungsamt Laclo mit seinem Suco Lacumesac und an das Verwaltungsamt Laclubar mit seinem Suco Sananain. Die Grenze zu Cribas bildet der Fluss Lago Birac, der in den Sumasse mündet, der Grenzfluss zu Laclubar, Laclo und Iliheu. Der Sumasse mündet in einer breiten Front zwischen zwei Armen in den Nördlichen Laclo, der Ailili von Sau abtrennt.
Der Ostgrenze folgt weitgehend die Überlandstraße von der Stadt Manatuto im Norden zum Ort Laclubar im Süden. Im Norden von Ailili liegen nah dem Nördlichen Laclo die Siedlungen des Sucos: Nai und Nunuli. An der Überlandstraße im Osten reichen mehrere Orte nach Ailili hinein. So liegt die Hälfte von Belbato in Ailili, die andere Hälfte in Aiteas.
Im Suco befinden sich die zwei Aldeias Belebato und Iun.

## Einwohner
Im Suco leben 1.657 Einwohner (2022), davon sind 844 Männer und 813 Frauen. Alle leben in einer urbanen Umgebung. Im Suco gibt es 319 Haushalte. Über 86 % der Einwohner geben Galoli als ihre Muttersprache an. Über 10 % sprechen Tetum Prasa, Minderheiten Habun, Idaté und Tetum Terik.

## Geschichte
In der Aldeia Iun befinden sich die Überreste einer Tranqueira auf dem Hügel Iliheu Tatua. Hier lag bis zur Umsiedlung während der indonesischen Besatzungszeit (1975–1999) das Dorf Iliheu.

## Politik
Bei den Wahlen von 2004/2005 wurde Francisco Soares Mau Sico zum Chefe de Suco gewählt. Bei den Wahlen 2009 gewann Sebastião Manuel de Carvalho und 2016 Sebastião de Jesus S. Silva.